# José Iglesias de la Casa

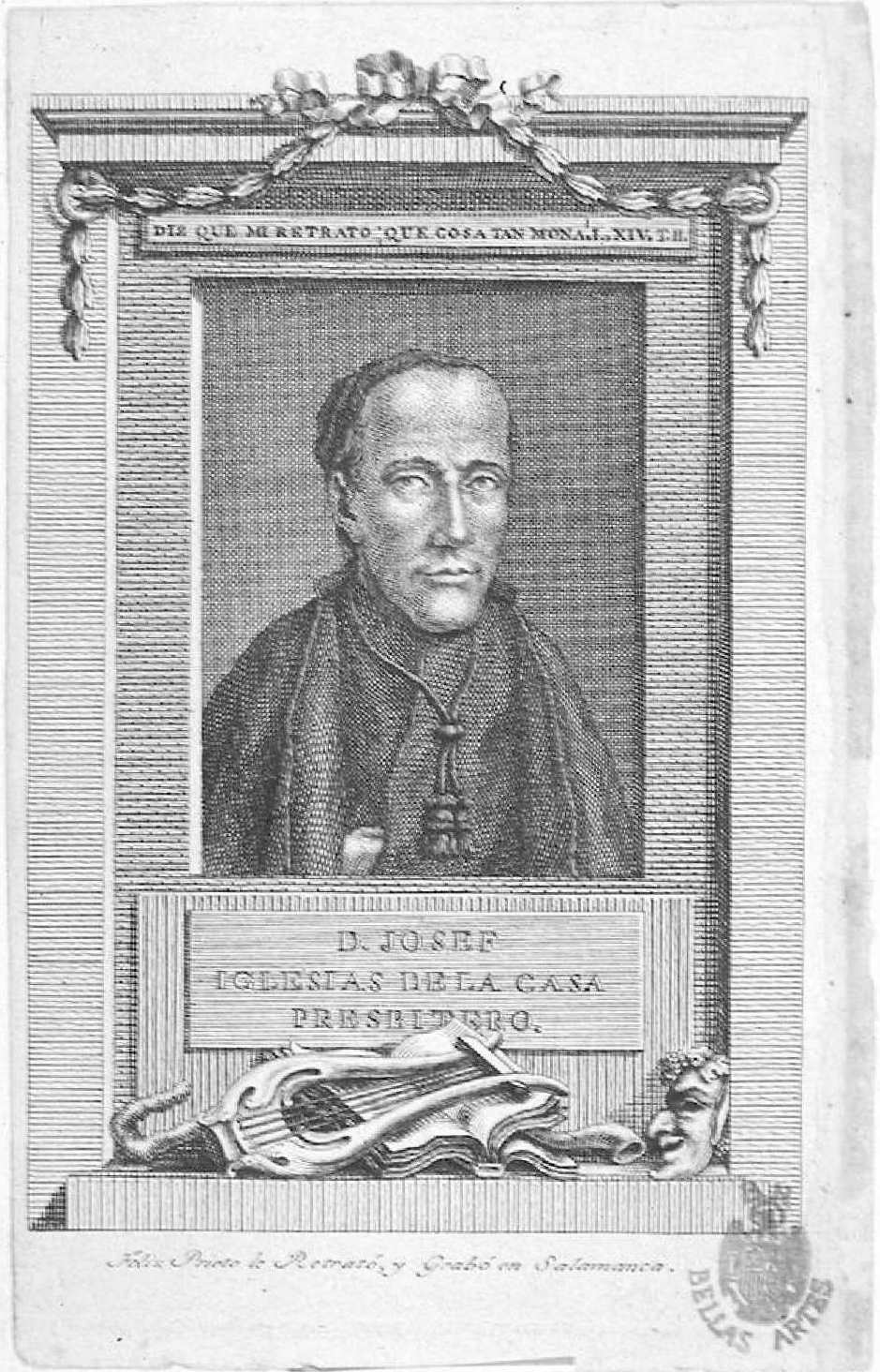
José Iglesias de la Casa, 1798. Biblioteca Nacional de España.

José Iglesias de la Casa, född den 31 oktober 1748 i Salamanca, Spanien, död den 26 augusti 1791 i Carbajosa de la Sagrada, var en spansk skald.
Iglesias de la Casa blev berömd för sina anakreontiska dikter, som utmärktes av elegant form och livlighet. Han prästvigdes 1783, vilket inte hindrade, att hans 1798 postumt utgivna arbeten förbjöds av inkvisitionen. Senare upplagor av Iglesias de la Casas arbeten utkom 1820 i Barcelona, 1821 i Paris och 1840 i Madrid. I Rivadeneiras Biblioteca de autores españoles, band 61, är 35 letrillas, 43 satiras, romaner som El ramo de la mañana de San Juan, La enemiga del amor, La firme resolution och La solida de Amarilis al Zurguen samt åtskilliga epigram, oden, ekloger, elegier och hymner med mera intagna.